# 沢庫県
沢庫県（たくこ-けん）は中華人民共和国青海省黄南チベット族自治州に位置する県。

## 地理
沢庫県は青海省南東部、黄南チベット族自治州中南部に位置し、東は甘粛省夏河県、南は河南モンゴル族自治県、西は同徳県、北は同仁県と接している。

## 歴史
1953年、同仁県より沢庫県が分割・新設される。

## 行政区画
- 鎮:沢曲鎮、麦秀鎮、和日鎮
- 郷:寧秀郷、王加郷、西卜沙郷、多禾茂郷